# Оболенский, Сергей Дмитриевич
Князь Сергей Дмитриевич Оболенский (27 июля 1868 — 13 марта 1946, Потьма) — русский государственный деятель, последний ставропольский губернатор, назначенный императорским правительством.

## Биография
Сын князя Дмитрия Дмитриевича Оболенского и Елизаветы Петровны Вырубовой.
В 1888 окончил кадетский корпус, в 1890 — Николаевское кавалерийское училище. Служил в 44-м Нижегородском драгунском полку. Корнет (1889), поручик (1893), штабс-ротмистр (1896). Уволился в запас 20 июня 1896.
4 февраля 1904 вернулся на службу, участвовал в русско-японской войне. 14 февраля 1905 произведен в ротмистры. 9 августа 1905 — 3 апреля 1906 командовал сотней.
8 мая 1907 назначен вице-губернатором Елизаветпольской губернии. Подполковник (1910), полковник (1914). В 1914 стал вице-губернатором Псковской губернии.
С 4 октября 1915 и. д. губернатора Ставропольской губернии, с 1916 — губернатор. При нем закончилось строительство Армавир-Туапсинской железной дороги. Экономическое положение в губернии ухудшалось, начались волнения и погромы. В целях недопущения больших скоплений народа были закрыты все развлекательные заведения .
6 марта 1917 образовавшийся накануне городской комитет общественной безопасности сместил с должности губернатора и вице-губернатора.
Во время гражданской войны служил во ВСЮР и Русской армии. В ноябре 1920 эвакуировался из Ялты на корабле «Корвин». В эмиграции с 1921 состоял в русском комитете в Будапеште, затем в Вене. После взятия столицы Австрии советскими войсками был 8 мая 1945 арестован сотрудниками СМЕРШа. 15 сентября того же года Особым совещанием при НКВД СССР приговорен к 10 годам лишения свободы.
Умер 13 марта 1946 в «Потьминских лагерях» в Мордовии.

## Семья
Первая жена (с 15 января 1895 года) — княжна Надежда Михайловна Дундукова-Корсакова (1877—1900), внучка князя А. М. Дондукова-Корсакова. Брак не был удачным. В 1896 году Надежда Михайловна оставила мужа и 9-месячного сына ради юнкера Вангара и жила с ним в деревне. Их сын:
- Александр Сергеевич (1895—1919), штабс-ротмистр лейб-гвардии Конного полка. Участвовал в гражданской войне в частях ВСЮР, убит под Мелитополем.

Вторая жена (с 1 октября 1906 года) — Александра Степановна Теренина (1874—1940), дочь действительного статского советника, их сын:
- Сергей Сергеевич (1908—1980), редактор журнала «Возрождение». Был женат на Ирине Борисовне Ралль, их дети: Александр (1947), Вера (1950)

## Награды
- орден Святой Анны 4-й ст. «За храбрость» (1904)
- орден Святого Станислава 3-й ст. (1904)
- орден Святой Анны 3-й ст. (1904)
- орден Святого Станислава 2-й ст. (1905)
- орден Святой Анны 2-й ст. (1905)
- орден Святого Владимира 4-й ст. с мечами и бантом (1905)